# Flagy (Haute-Saône)
Flagy település Franciaországban, Haute-Saône megyében. Lakosainak száma 137 fő (2022. január 1.). Flagy Breurey-lès-Faverney, Auxon, Colombier, Neurey-en-Vaux, Le Val-Saint-Éloi, Varogne, Vellefrie és Villeparois községekkel határos.

## Népesség
A település népességének változása:
| Lakosok száma | 154  | 154  | 157  | 156  | 151  | 145  | 139  | 137  | 137  |
|               | 2013 | 2015 | 2016 | 2017 | 2018 | 2019 | 2020 | 2021 | 2022 |